# Młodzieżowe Mistrzostwa Polski w Lekkoatletyce 2008
25. Młodzieżowe Mistrzostwa Polski w Lekkoatletyce – zawody lekkoatletyczne dla sportowców do lat 23 organizowane pod egidą Polskiego Związku Lekkiej Atletyki, które odbyły się od 13 do 14 września 2008 roku w Grudziądzu.

## Rezultaty

### Mężczyźni
| Konkurencja:                  | 1. miejsce                                                                     | Rezultat  | 2. miejsce                                                                            | Rezultat  | 3. miejsce                                                                               | Rezultat  |
| Bieg na 100 m                 | Robert Kubaczyk AZS Poznań                                                     | 10,15w    | Dariusz Kuć AZS-AWF Kraków                                                            | 10,20w    | Karol Sienkiewicz KS Podlasie Białystok                                                  | 10,40w    |
| Bieg na 200 m                 | Robert Kubaczyk AZS Poznań                                                     | 21,11 SB  | Dariusz Kuć AZS-AWF Kraków                                                            | 21,45     | Kamil Kryński KS Podlasie Białystok                                                      | 21,45     |
| Bieg na 400 m                 | Patryk Baranowski AZS Łódź                                                     | 47,19     | Kacper Kozłowski AZS-UWM Olsztyn                                                      | 47,33     | Marcin Strzelczyk MKS Polonia Warszawa                                                   | 48,00 PB  |
| Bieg na 800 m                 | Szymon Krawczyk Nadodrze Powodowo                                              | 1:51,62   | Artur Ostrowski TS Olimpia Poznań                                                     | 1:51,80   | Mateusz Podawca LKS Omega Kleszczów                                                      | 1:51,81   |
| Bieg na 1500 m                | Adrian Danilewicz WKS Śląsk Wrocław                                            | 3:51,80   | Artur Ostrowski TS Olimpia Poznań                                                     | 3:51,94   | Kamil Murzyn KS Cracovia                                                                 | 3:52,63   |
| Bieg na 5000 m                | Kamil Murzyn KS Cracovia                                                       | 14:23,54  | Marcin Chabowski KS Wejher Wejherowo                                                  | 14:24,96  | Arkadiusz Gardzielewski WKS Śląsk Wrocław                                                | 14:25,36  |
| Bieg na 3000 m z przeszkodami | Marcin Chabowski KS Wejher Wejherowo                                           | 8:45,21   | Mateusz Demczyszak WKS Śląsk Wrocław                                                  | 8:46,82   | Marcin Urbanowski LZS Zantyr Sztum                                                       | 8:56,86   |
| Bieg na 110 m przez płotki    | Artur Noga KS Warszawianka                                                     | 13,37w    | Dominik Bochenek Zawisza Bydgoszcz                                                    | 13,84w    | Maciej Giza AZS-AWF Kraków                                                               | 14,05w    |
| Bieg na 400 m przez płotki    | Jarosław Cichosz AZS-AWFiS Gdańsk                                              | 51,59     | Krzysztof Pałkiewicz ULKS Zielony Dąb Żarów                                           | 51,90     | Sebastian Porządny AZS Łódź                                                              | 52,37 PB  |
| Sztafeta 4 × 100 m            | AZS Poznań Błażej Tyburski Robert Kubaczyk Radosław Drapała Jakub Adamski      | 41,24 SB  | AZS-AWF Biała Podlaska Rafał Krekora Krzysztof Tomaszewski Paweł Stempel Marcin Dudek | 41,74     | KS Podlasie Białystok Piotr Sulima Karol Sienkiewicz Paweł Godlewski Kamil Kryński       | 41,76     |
| Sztafeta 4 × 400 m            | AZS-AWF Warszawa Daniel Sołodko Piotr Smoliński Rafał Rudowski Mateusz Wroński | 3:12,80   | MKS Polonia Warszawa Marcin Sobiech Bartosz Kucharski Tomasz Gileta Marcin Strzelczyk | 3:15,06   | TS Olimpia Poznań Krzysztof Tylkowski Artur Ostrowski Paweł Krzemiński Mateusz Gościniak | 3:15,50   |
| Skok wzwyż                    | Piotr Śleboda GKS Olimpia Grudziądz                                            | 2,19 PB   | Łukasz Mróz KS Podlasie Białystok                                                     | 2,11      | Dawid Piechowski KS Warszawianka                                                         | 2,08 SB   |
| Skok o tyczce                 | Łukasz Michalski Zawisza Bydgoszcz                                             | 5,20      | Łukasz Jurga AZS-AWFiS Gdańsk                                                         | 5,10      | Mateusz Didenkow KL Gdynia                                                               | 5,00      |
| Skok w dal                    | Krzysztof Lewandowski MKL Szczecin                                             | 7,80w     | Marcin Dudek AZS-AWF Biała Podlaska                                                   | 7,65 PB   | Łukasz Mateusiak OKLA StoraEnso Ostrołęka                                                | 7,62w     |
| Trójskok                      | Adrian Świderski WKS Śląsk Wrocław                                             | 16,01 SB  | Cezary Tomczak AZS Poznań                                                             | 15,70 PB  | Michał Lewandowski Zawisza Bydgoszcz                                                     | 15,66 PB  |
| Pchnięcie kulą                | Mateusz Mikos AZS-AWF Biała Podlaska                                           | 18,32 PB  | Łukasz Haratyk KS Sprint Bielsko-Biała                                                | 17,47 PB  | Michał Bosko SKLA Słupsk                                                                 | 17,28     |
| Rzut dyskiem                  | Robert Urbanek MKLA Łęczyca                                                    | 60,68     | Przemysław Czajkowski AZS-AWF Biała Podlaska                                          | 60,25 PB  | Kamil Bełz AZS-AWF Biała Podlaska                                                        | 56,63     |
| Rzut młotem                   | Michał Wiercioch AZS-AWF Gorzów Wlkp.                                          | 61,64     | Bartłomiej Molenda Zawisza Bydgoszcz                                                  | 60,63 PB  | Dominik Szewczyk KKL Kielce                                                              | 57,97     |
| Rzut oszczepem                | Paweł Rakoczy AZS-AWFiS Gdańsk                                                 | 75,80     | Sebastian Jachimowicz-Głogowski AZS-AWFiS Gdańsk                                      | 69,48 SB  | Paweł Roziński SKLA Słupsk                                                               | 69,40     |
| Dziesięciobój                 | Dawid Pyra AZS-AWF Wrocław                                                     | 7524 pkt. | Karoł Boduła RLTL ZTE Radom                                                           | 7228 pkt. | Radosław Toczek AZS-AWF Wrocław                                                          | 6728 pkt. |

### Kobiety
| Konkurencja:                  | 1. miejsce                                                                                  | Rezultat    | 2. miejsce                                                                      | Rezultat    | 3. miejsce                                                                                 | Rezultat    |
| Bieg na 100 m                 | Ewelina Klocek WKS Śląsk Wrocław                                                            | 11,53w      | Marta Jeschke SKLA Sopot                                                        | 11,59w      | Marika Popowicz Zawisza Bydgoszcz                                                          | 11,60w      |
| Bieg na 200 m                 | Marta Jeschke SKLA Sopot                                                                    | 23,60       | Agnieszka Ligięza WKS Wawel Kraków                                              | 24,10 PB    | Marika Popowicz Zawisza Bydgoszcz                                                          | 24,18       |
| Bieg na 400 m                 | Agata Bednarek AZS Łódź                                                                     | 55,54       | Tina Polak AZS-AWF Katowice                                                     | 55,91       | Magdalena Burmistrzak LKS Vectra Włocławek                                                 | 56,33       |
| Bieg na 800 m                 | Agnieszka Sowińska KB Sporting Międzyzdroje                                                 | 2:06,94     | Angelika Cichocka ULKS Talex Borzytuchom                                        | 2:07,32     | Agnieszka Miernik WLKS Wrocław                                                             | 2:07,70     |
| Bieg na 1500 m                | Angelika Cichocka ULKS Talex Borzytuchom                                                    | 4:26,76     | Agnieszka Miernik WLKS Wrocław                                                  | 4:27,28     | Agnieszka Sowińska KB Sporting Międzyzdroje                                                | 4:28,79 PB  |
| Bieg na 5000 m                | Izabela Trzaskalska AZS-UMCS Lublin                                                         | 17:02,03 SB | Angelika Przygódzka AZS-UWM Olsztyn                                             | 17:05,78 SB | Anna Wojna ULKS Lipinki                                                                    | 17:09,62 PB |
| Bieg na 3000 m z przeszkodami | Anna Wojna ULKS Lipinki                                                                     | 10:35,57    | Justyna Korytkowska LŁKS Prefbet Śniadowo                                       | 10:36,53    | Angelika Przygódzka AZS-UWM Olsztyn                                                        | 10:38,75 PB |
| Bieg na 100 m przez płotki    | Kamila Chudzik AZS-AWFiS Gdańsk                                                             | 13,78       | Monika Nabiałek AZS-AWF Wrocław                                                 | 14,14       | Katarzyna Janecka AZS-AWF Kraków                                                           | 14,20       |
| Bieg na 400 m przez płotki    | Katarzyna Janecka AZS-AWF Kraków                                                            | 58,32 PB    | Tina Polak AZS-AWF Katowice                                                     | 59,00 SB    | Weronika Zielińska KS Warszawianka                                                         | 59,12 PB    |
| Sztafeta 4 × 100 m            | KS Warszawianka Weronika Zielińska Aleksandra Stasiełuk Danuta Młynarczyk Iwona Brzezińska  | 47,13 SB    | AZS-AWF Wrocław Monika Nabiałek Joanna Kacperek Monika Jurasik Joanna Trawińska | 48,69       | AZS-AWF Warszawa Katarzyna Świostek Gabriela Blicharska Barbara Blicharska Alicja Sakowicz | 49,48 SB    |
| Sztafeta 4 × 400 m            | KS Warszawianka Aleksandra Stasiełuk Marta Romiszewska Danuta Młynarczyk Weronika Zielińska | 3:48,10 SB  | AZS Łódź Agata Tomczyk Paulina Kinast Małgorzata Chałas Agata Bednarek          | 3:52,50     | AZS-AWF Wrocław Monika Nabiałek Joanna Kacpere Monika Głuchowska Joanna Trawińska          | 3:53,89     |
| Skok wzwyż                    | Kamila Stepaniuk KS Podlasie Białystok                                                      | 1,82        | Magdalena Drop SKS Wisła Sandomierz                                             | 1,76        | Urszula Domel AZS-AWF Wrocław                                                              | 1,76        |
| Skok o tyczce                 | Patrycja Moskała AZS-AWF Katowice                                                           | 3,61        | Olga Mikołajczyk AZS-AWF Wrocław                                                | 3,30 PB     | Katarzyna Cudna AZS-AWF Warszawa                                                           | 3,20 PB     |
| Skok w dal                    | Kamila Chudzik AZS-AWFiS Gdańsk                                                             | 6,20w       | Agnieszka Cichowlas LKS Orkan Wlkp. Poznań                                      | 6,06w       | Sandra Chukwu MKL Szczecin                                                                 | 6,03w       |
| Trójskok                      | Sandra Chukwu MKL Szczecin                                                                  | 12,96       | Magdalena Bachmatiuk PLKS Gwda Piła                                             | 12,81 SB    | Agnieszka Cichowlas LKS Orkan Wlkp. Poznań                                                 | 12,47 PB    |
| Pchnięcie kulą                | Magdalena Sobieszek AZS-AWF Warszawa                                                        | 17,08       | Agnieszka Bronisz MKS-MOS Płomień Sosnowiec                                     | 16,21       | Oksana Kot SKLA Sopot                                                                      | 15,47       |
| Rzut dyskiem                  | Marta Jaworowska AZS-AWF Warszawa                                                           | 49,74       | Katarzyna Jaworowska AZS-AWF Warszawa                                           | 49,28       | Oksana Kot SKLA Sopot                                                                      | 48,30 SB    |
| Rzut młotem                   | Weronika Milkowska RKS Skra Warszawa                                                        | 60,15       | Dorota Stonoga AZS-AWF Gorzów Wlkp.                                             | 55,67       | Alicja Filipkowska AZS-AWF Poznań                                                          | 54,76       |
| Rzut oszczepem                | Agnieszka Lewandowska AZS-AWFiS Gdańsk                                                      | 49,88       | Joanna Bałdyga AZS-AWF Warszawa                                                 | 49,09       | Kamila Chudzik AZS-AWFiS Gdańsk                                                            | 48,04       |
| Siedmiobój                    | Patrycja Marciniak AZS-AWFiS Gdańsk                                                         | 4932 pkt.   | Kamila Sznabel AZS-AWFiS Gdańsk                                                 | 4891 pkt.   | Alicja Sakowicz AZS-AWF Warszawa                                                           | 4723 pkt.   |

## Bieg na 10 000 m
Mistrzostwa Polski w biegu na 10 000 metrów zostały rozegrane 30 sierpnia w Częstochowie.
| Konkurencja: | 1. miejsce                           | Rezultat | 2. miejsce                                | Rezultat | 3. miejsce                          | Rezultat |
| Mężczyźni    | Marcin Chabowski KS Wejher Wejherowo | 30:01,48 | Arkadiusz Gardzielewski WKS Śląsk Wrocław | 30:04,36 | Damian Witkowski KS Warszawianka    | 30:08,48 |
| Kobiety      | Eliza Gawryluk AZS-UWM Olsztyn       | 35:50,24 | Anna Wojna ULKS Lipinki                   | 35:52,67 | Angelika Przygódzka AZS-UWM Olsztyn | 35:56,02 |

## Chód sportowy
Mistrzostwa w chodzie na 20 kilometrów mężczyzn i w chodzie na 10 kilometrów kobiet zostały rozegrane 30 sierpnia w Gdańsku.

### Mężczyźni
| Konkurencja:  | 1. miejsce              | Rezultat   | 2. miejsce                         | Rezultat | 3. miejsce                              | Rezultat |
| Chód na 20 km | Łukasz Nowak AZS Poznań | 1:27:59 PB | Michał Stasiewicz AZS-AWFiS Gdańsk | 1:28:41  | Rafał Goławski WLKS Siedlce Iganie Nowe | 1:33:33  |

### Kobiety
| Konkurencja:  | 1. miejsce                      | Rezultat | 2. miejsce                             | Rezultat | 3. miejsce                        | Rezultat |
| Chód na 10 km | Paulina Buziak OTG Sokół Mielec | 46:59    | Aleksandra Burdzińska AZS-AWF Katowice | 50:31    | Agnieszka Szwarnóg AZS-AWF Kraków | 51:05    |

## Biegi przełajowe
Mistrzostwa Polski w biegach przełajowych zostały rozegrane 29 listopada w Namysłowie. Kobiety startowały na dystansie 4 kilometrów, a mężczyźni na 6 kilometrów.
| Konkurencja:     | 1. miejsce                             | Rezultat | 2. miejsce                                | Rezultat | 3. miejsce                          | Rezultat |
| Mężczyźni (6 km) | Marcin Chabowski KS Wejher Wejherowo   | 17:44    | Arkadiusz Gardzielewski WKS Śląsk Wrocław | 17:47    | Kamil Murzyn KS Cracovia            | 17:53    |
| Kobiety (4 km)   | Aleksandra Jawor Budowlani Częstochowa | 13:36    | Anna Wojna ULKS Lipinki                   | 13:38    | Izabela Trzaskalska AZS-UMCS Lublin | 13:45    |